# Racismo Estrutural (livro)
O livro Racismo Estrutural, de autoria de Silvio Almeida, é uma obra que compõe a coleção Feminismos Plurais, coordenado por Djamila Ribeiro, publicado pela editora Pólen em 2009, que aborda, sob ponto de vista interdisciplinar, o racismo estrutural.
Embora o livro não seja inovador quanto à apresentação do conceito, ele é conhecido por ser uma compilação do debate desenvolvido desde 1960 sobre o tema. Para este fim, o autor aborda  racismo estrutural sob ponto de vista da história, política, ideologia, economia e do Direito.

## Recepção
Segundo a crítica, a obra superou as limitações impostas para esclarecer o debate, considerando o formato adotado de livro de bolso. Dentre seus detratores, há colocações de que o livro busca normalizar o racismo, parte de pressupostos equivocados, adultera o conceito de racismo e parte de fontes de pesquisa desatualizadas. Por sua vez, a obra é elogiada por ter sido construída a partir de uma extensa e cuidadosa pesquisa demonstrada pela extensa bibliografia, bem como pelo seu didatismo.